# Beretta M1934
Beretta M1934 este un pistol semi-automat, care a fost produs ca o armă de foc standard pentru forțele armate italiene la începutul anului 1934. Pistolul a fost folosit în asasinarea lui Mohandas Karamchand Gandhi, activist pentru pace și liderul Mișcării de independență a Indiei, de către Nathuram Godse.

## Utilizatori
- Regatul României
- Germania nazistă
- Italia